# Pedro Ignacio Acuña
Pedro Ignacio Acuña Molina (San Fernando del Valle de Catamarca, 1852-Ibidem, 1938) fue un médico, naturalista, político, escritor y músico catamarqueño. Diputado Nacional por la Provincia de Catamarca en dos oportunidades, en 1880-84 (durante la Gobernación de su hermano Joaquín Acuña) y luego 1902-1906,ambas siendo Presidente de la Nación Julio Argentino Roca. 

## Biografía
Nacido en Catamarca el 14-VIII-1852. Hijo menor del Dr. Tadeo Acuña y Magdalena Molina y Bazán, nieto de don Francisco de Acuña. Integró la primera promoción del Colegio Nacional de Catamarca, del que egresó en el año 1869. En la Universidad de Buenos Aires obtuvo el título de Doctor en Medicina, con su tesis "La presión atmosférica".  
Formó parte del Congreso que se trasladó a Belgrano y decidió la capitalización de Buenos Aires bajo la presidencia de Nicolás Avellaneda. Era también diputado nacional su sobrino Primiano Acuña Vieyra, quién fue el único diputado del Congreso que votó en contra de la Capitalización de Buenos Aires. En ejercicio de su diputación ganó la enemistad del Presidente Julio Argentino Roca al no convalidar con su voto un Empréstito del Gobierno Nacional. 
Administrador de Vacunas de Buenos Aires 1888-94, Presidente del Consejo de Higiene, Senador provincial, Fundador y primer Director del Hospital San Juan Bautista de Catamarca, Rector del Colegio Nacional de su ciudad natal desde 1907 a 1921. 
En el año 1891 fue enviado por el Presidente Carlos Pellegrini como mediador de la revolución catamarqueña. Fue representante por Catamarca en la Convención Nacional de la Unión Cívica Radical del octubre de 1892.  Fundador y Presidente de la Junta de Estudios Históricos de Catamarca y Presidente de la Comisión Ejecutiva para la celebración del Centenario de la Autonomía de Catamarca. 
Fue asimismo precursor de la fundación del Conservatorio de Música de Catamarca contratando de su pecunio al Maestro Mario Zambonini para que se radicara en Catamarca. Amante de la música, tocaba el piano y la flauta dulce. Con su familia formó una orquesta que se reunía todos los jueves en su casa de la calle Rivadavia. Compuso zambas, chacareras y todo tipo de piezas folklóricas.
Escribió un libro sobre la flora de Catamarca y sus usos terapéuticos con sus nombres latinos y comunes, publicado póstumamente por el Instituto Miguel Lilio de la Universidad Nacional de Tucumán -obra única en su género para el tiempo en que fue escrita-. Autor asimismo de obras poéticas, como de un manual: "Higiene Pública. Lecciones arregladas para el Colegio Nacional" -publicada en Catamarca en el año 1886- y una "Reseña del Colegio Nacional" -editada en su provincia en 1910-.  
Contrajo matrimonio en Catamarca el 22-VIII-1885 con Doña Javiera Navarro Cano, nacida en Catamarca el 21-XI-1869 y fallecida el 1-VIII-1896, hija del general Don Octaviano Navarro Herrera y de Waldina Cano Augier, hermana de Ana Navarro Cano, esposa de Don Joaquín Acuña Molina, hermano de Pedro Ignacio. Fueron testigos del matrimonio Don Salvador de la Colina y el futuro gobernador y senador nacional por Catamarca Guillermo Correa.  
Falleció en Catamarca 14-II.1938. Una calle de su ciudad natal lleva en su homenaje su nombre, habiéndose emplazado un busto suyo en la plazoleta existente frente al viejo edificio del Hospital San Juan Bautista de Catamarca, el que dirigió abnegadamente durante toda su vida.
- Datos: Q6069116